# 江口勝之助
江口 勝之助（えぐち かつのすけ、1863年2月13日〈文久2年12月25日〉 - 1923年〈大正12年〉8月13日）は、明治から大正期の地主、政治家。衆議院議員、山形県会議長、山形県東置賜郡犬川村長。号・三省。

## 経歴
出羽国置賜郡小松村（山形県東置賜郡小松村、犬川村大字小松を経て現川西町）で、農業・地主、江口万右衛門敬義の二男として生れた。年少の頃、米沢藩校興譲館で学び、1879年（明治12年）郡立教員養成所・高畠伝習学校を卒業。1880年（明治13年）8月、小学校教員適応証書を受け、犬川村小松小学校で五等訓導として務めた。
1885年（明治18年）犬川村会議員に選出された。以後、犬川村収入役、東村山郡会議員、同郡教育会会員、同郡勧業補助員、所得税調査員、東置賜郡会議員、犬川村長なども務めた。
1905年（明治38年）8月、山形県会議員補欠選挙で当選。1907年（明治40年）9月、県会議員に再選。同年10月、県参事会員に当選。1908年（明治41年）11月、県会議長に補欠当選し、1911年（明治44年）8月まで在任した。
1915年（大正4年）3月の第12回衆議院議員総選挙で山形県郡部から立憲同志会所属で出馬して当選し、その後憲政会に所属して衆議院議員に1期在任した。
その他、犬川村信用購買販売利用組合を創設し組合長となり、また、犬川産業組合を設立して初代組合長に就任し、自宅及び倉庫で事業を開始するなど、地元民の生活向上に尽力した。